# Коледж Тіла Христового (Оксфорд)
Коледж Корпус-Крісті (Corpus Christi College, повна назва — The President and Scholars of the College of Corpus Christi in the University of Oxford) — один з коледжів Оксфордського університету. Заснований в 1517 році.
Розташований в центрі міста.
Славиться своєю підготовкою з гуманітаристики та класики.
Бібліотека коледжу це більше 80 тис. томів.
Нині тут налічується понад 300 учнів.
Серед випускників коледжу Ісайя Берлін, Едмунд Чішулл, Вільям Річард Морфілл, Томас Нагель, Вікрам Сет.